# Verwaltungsgemeinschaft Unterammergau
Die Verwaltungsgemeinschaft Unterammergau liegt im oberbayerischen Landkreis Garmisch-Partenkirchen und wird von folgenden Gemeinden gebildet:
1. Ettal, 769 Einwohner, 14,74 km²
2. Unterammergau, 1619 Einwohner, 29,93 km²

Sitz der Verwaltungsgemeinschaft ist Unterammergau.

## Geschichte
Mit Inkrafttreten der Gemeindegebietsreform am 1. Mai 1978 wurde die Verwaltungsgemeinschaft Oberammergau gebildet, der die drei Gemeinden Oberammergau, Unterammergau und Ettal angehörten. Sitz der Verwaltungsgemeinschaft war die namensgebende Gemeinde Oberammergau.
Am 1. Januar 1980 wurde Oberammergau aus der Verwaltungsgemeinschaft entlassen, gleichzeitig erfolgten die Verlegung des Sitzes und die Umbenennung.